# Probsthainer Spitzberg
Der Probsthainer Spitzberg (polnisch Ostrzyca) mit einer Höhe von 501 m in den westlichen
Ausläufern des Bober-Katzbach-Gebirges in Schlesien. Wegen seiner markanten konischen Form wird er deutsch auch als schlesischer Fuji bezeichnet.

## Lage
Der Berg liegt im südwestlichen Teil der Pogérze Kaczawskie (Bober-Katzbach-Vorgebirge) im Powiat Złotoryjski in der Landgemeinde Pielgrzymka, ca. 2,5 km südwestlich des namensgebenden Dorfes Probsthain (seit 1945 polnisch Proboszczów).

## Geologie
Der Berg ist ein erloschener Schildvulkan. Mit recht steilen Hängen und einem deutlich spitzen Scheitelpunkt erhebt sich allein im
mittel-westlichen Teil des umliegenden Plateaus und unterscheidet sich deutlich von der flachen Landschaft. Der Aufstieg führt durch eine vielfältige geologische Struktur aus Vulkaniten mit einzigartigen Basaltschuttvorkommen. In der Gipfelregion gibt es malerische Felsformationen, auf den Gipfel führen einige hundert Basaltstufen. An den unteren Hängen überlappen sich Solifluktionen, und am Fuß befinden sich Gletscherablagerungen und Fluvioglaziale Sedimente.
Auf dem Gipfel des Hügels oberhalb von 450 m über dem Meeresspiegel wurde das Probsthainer Naturschutzgebiet (Ostrzyca Proboszczowicka) mit einer Fläche von 3,81 Hektar ausgewiesen.

## Geschichte
- 1926 ein Schutzgebiet eingerichtet.
- 1944 war die Erhebung der Wehrmacht von strategischer Bedeutung. Die Hänge des Hügels wurden mit einer Reihe von Schützengräben verstärkt, und um das Vorfeld zu klären
- 1959 wurden bei archäologischen Arbeiten am Spitzberg Spuren frühmittelalterlicher Siedlungen gefunden.

## Wanderwege
Durch das Gebiet führen die Wanderwege:
- grüne Markierung – Etappe des Piastenburgenweges (Szlak Zamków Piastowskich) von Lähn (Wleń) zur Gröditzburg (Zamek Grodziec).
- gelbe Markierung – Etappe des Wegs der erloschenen Vulkane (Szlak Wygasłych Wulkanów) führt von Moisdorf (Myślibórz) nach Goldberg (Złotoryja)
- rote Markierung – Weg von Höfel (Dworkek) auf den Spitzberg